# Boogie Superstar
Boogie Superstar est un jeu vidéo de rythme développé par EA Montréal et édité par Electronic Arts, sorti en 2008 sur Wii. C'est la suite de Boogie, qui lui était également sorti sur Nintendo DS et PlayStation 2.
Le magazine NGamer avait initialement reporté que le titre pourrait supporter la Wii Balance Board. Cependant, Electronic Arts a annoncé que, bien que le jeu serait inclus avec un microphone pour chanter, il ne supporterait pas la Wii Balance Board.
EA s'est allié à Natasha Bedingfield pour la promotion du jeu.

## Système de jeu
L'intrigue du jeu est basée sur un concours de talents.
Le mode principal de Boogie Superstar propose au joueur de se mesurer à d'autres candidats, le tout contrôlé par un jury.
Comme pour le premier opus, il y a deux types d'épreuves, les épreuves de chant et de danse.

## Chansons
Boogie Superstar propose plus de 40 musiques, toutes des reprises. Plusieurs morceaux ne sont disponibles que soit pour le mode de danse ou que soit pour le mode karaoké.
Voici une partie de la play-list :
- Angel, Love Like This, Pocketful of Sunshine - Natasha Bedingfield
- Dance Like There’s No Tomorrow - Paula Abdul
- Bullseye, Like Whoa, Potential Breakup Song - Aly & AJ
- The Great Escape - Boys Like Girls
- Everytime We Touch, What Hurts the Most - Cascada
- Fancy Footwork - Chromeo
- Thnks Fr Th Mmrs, Dance, Dance - Fall Out Boy
- Glamorous - Fergie
- Elevator[7] - Flo Rida feat. Timbaland
- I Don’t Want to Be in Love - Good Charlotte
- Wake Up - Hilary Duff
- Hold On, SOS, That’s Just the Way We Roll, When You Look Me in the Eyes - Jonas Brothers
- No One - Alicia Keys
- Take You There - Sean Kingston
- Girlfriend - Avril Lavigne
- Bleeding Love - Leona Lewis
- Shake It - Metro Station
- What You Got - Colby O'Donis
- I Don’t Think About It - Emily Osment
- Nine in the Afternoon - Panic at the Disco
- Hot N Cold - Katy Perry
- Jump to the Rhythm - Jordan Pruitt
- Don’t Stop the Music, Shut Up and Drive - Rihanna
- Yahhh! - Soulja Boy Tellem
- Radar, Toxic, Piece Of Me - Britney Spears
- He Said She Said - Ashley Tisdale
- Makes Me Wonder, Won't Go Home Without You - Maroon 5
- Stronger[7] - Kanye West
- Ching-a-ling Missy Elliott

La play-list a été critiquée par Gamekult pour sa surabondance de titres espagnols et allemands.

## Accueil

### Critique
L'accueil critique fait au jeu est moyen, avec une moyenne de 66,0 % sur GameRankings sur 19 critiques et de 67/100 sur Metacritic basée sur 20 critiques.
Gamekult lui attribue un 4/10, le qualifiant de « mieux fini que l'original » mais déplorant tout de même la qualité de la play-list et une « reconnaissance pas encore assez précise ». IGN a donné au jeu la note de 5/10. De son côté, JeuxActu lui donne un 8/20, parlant d'un « gameplay basique et répétitif, proposant en plus de mauvaises reprises ».

### Ventes
D'après VG Chartz, le jeu s'est vendu à 5 171 unités lors de sa première semaine de commercialisation en Amérique, puis à 2 373 pendant sa deuxième semaine. Au 13 août 2009, Boogie Superstar s'était en tout vendu à environ 180 000 exemplaires en Amérique.
Toujours en Amérique, Boogie Superstar s'est moins vendu que la version Wii de Boogie, si on compare les semaines respectives des deux titres.